# Rock Mafia

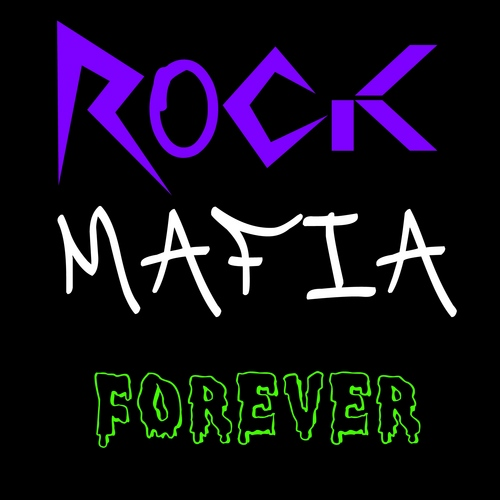
Логотип Рок Мафии
Rock Mafia (рус. Рок Мафия) — группа продюсеров и авторов песен, состоящая из Тима Джеймса, Антонины Армато и Антона Хансена.
Они продюсировали и писали песни для таких артистов (групп) как Miley Cyrus, Selena Gomez & The Scene, The BeachGirl5, Sick Puppies, 78violet, Vanessa Hudgens, Aura Dione, Frank and Derol и др.

## История
Рок Мафия дебютировала в качестве группы в конце 2010 года с песней «The Big Bang» в исполнении Тима Джеймса. Позднее, был снят клип на эту песню, в котором снялись Майли Сайрус и Кевин Зегерс. Сейчас это видео имеет более 40 миллионов просмотров на YouTube.
Среди других записей Рок Мафии — песни «Fly or Die», «Pimps and Hoes», «WTF». Также ими написана песня «The Last Thing I’d Ever Do», которую можно услышать в живом исполнении Тима. Анимационный клип на песню «Fly Or Die» вышел 13 августа 2013 года.
В ноябре 2016 Антон Хансен выступил соло в живую для радиостанции WIXX101. Помимо песни «The Big Bang» он исполнил такие хиты, как «Naturally», «The Last Thing» и «WTF». 20 июня 2016 состоялось еще одно живое выступление с песней «The Big Bang» в Нью-Йорке на канале VH1, но уже без его участия. 31 декабря 2017 года группа выступала на «Big Bang New Years Eve At Hollywood & Highland».
Песня «The Big Bang» является официальным саундтреком к игре FIFA 12, a также музыкальной заставкой сериала «Mob Wives».
4 июля 2012 года вышел первый микстейп Рок Мафии. На нем представлены такие хиты как «Morning Sun» (feat. Miley Cyrus), «The Last Thing», «Fly Or Die», «The Big Bang», «She’s Gone», «Favourite Song» и др. Диск был размещен в сети и доступен для бесплатного скачивания .
Осенью 2012 песня «Fly or Die» вошла в саундтрек FIFA 13
В 2013 году песня «I Am» вошла в саундтрек игры FIFA 14

## Фильм «The Big Bang»
Идут разговоры о создании фильма «The Big Bang» по мотивам клипа, с Майли Сайрус в главной роли. По словам Тима — «Я не знаю, может ли фильм вообще быть без Майли». Антонина Армато писала на своем twitter о встрече с Tish Cyrus (мамой Майли) и Jennifer Todd (продюсером «Алисы в стране чудес»).

## Шоу American Idol. 10 сезон
Рок Мафия работала с участниками 10 сезона шоу American Idol. А именно — с Pia Toscano над её версией песни «Don’t Let the Sun Go Down on Me», Haley Reinhart с песней «Blue», James Durbin — «Heavy Metal», Thia Megia — «Colors of The Wind». А также: Stefano Langone — «If You Don’t Know Me By Now», Jacob Lusk — «Man in the Mirror».
После окончания шоу, они продолжают работать с Pia Toscano.

## Дискография

### Rock Mafia
- «The Big Bang»
- «Morning Sun (Pimps and Hoes) [feat. Miley Cyrus]» (официальный релиз песни назначен на 4 июля 2012 года)
- «WTF»
- «Fly or Die»
- «The Last Thing I’d Ever Do»

### Miley Cyrus
- «Can’t Be Tamed»
- «7 Things»
- «Fly on the Wall»
- «Who Owns My Heart»
- «Liberty Walk»
- «Two More Lonely People»
- «If We Were a Movie» (к сериалу Ханна Монтана)
- «I Got Nerve» (к сериалу Ханна Монтана)
- «Clear»
- «Every Rose Has Its Thorn»
- «Forgiveness and Love»
- «Bigger Than Us»
- «Bottom of the Ocean»
- «East Northumberland High» (к сериалу Ханна Монтана)
- «Good and Broken» (к сериалу Ханна Монтана)
- «Goodbye»
- «It’s All Right Here» (к сериалу Ханна Монтана)
- «Let’s Dance»
- «Right Here»
- «See You Again»
- «Wake Up America»

### Demi Lovato
- «Me, Myself, and Time» (к сериалу Дайте Санни Шанс)
- «You’re My Only Shorty» [feat. Iyaz]

### Sick Puppies
- «Riptide»
- «You’re Going Down»
- «Odd One»
- «So What I Lied»
- «Master of the Universe»
- «In It For Life»
- «White Balloons»
- «My World»
- «Pitiful»
- «Cancer»
- «What Are You Looking For»
- «All the Same»
- «Too Many Words»
- «Asshole Father»
- «Issues»
- «Anywhere But Here»
- «The Bottom»

### The Beach Girl5
- «Changes»
- «Scratch»
- «Rabbit Hole»
- «One More Second Chance»
- «Lay a Little Sunshine»

### 78Violet (Aly & AJ)
- «Potential Breakup Song»
- «Chemicals React»
- «Shine»
- «Sticks and Stones»

### Hoku
- «Another Dumb Blonde»
- «I’m Scared»
- «Perfect Day»

### Vanessa Hudgens
- «Hook It Up»
- «Don’t Leave»
- «Come Back to Me»
- «Vulnerable»

### Aura Dione
- «Friends»

### Саундтреки к сериалу«Танцевальная Лихорадка»
- Chris Trousdale and Nevermind — «Not Too Young»
- Tim James and Nevermind — «Twist My Hips»
- Anna Margaret and Nevermind — «All Electric»
- TKO & Nevermind — «Critical»
- TKO, Nevermind & SOS — «Surprise»